# Flèche wallonne 2004
La 68e édition de la Flèche wallonne a eu lieu le 21 avril 2004 et a été remportée par l'Italien Davide Rebellin. L'Italien ayant déjà gagné quelques jours plus tôt l'Amstel Gold Race
La course disputée sur un parcours de 199,5 kilomètres est l'une des manches de la Coupe du monde de cyclisme sur route 2004.

## Récit de la course
L'échappée matinale de quatre coureurs est rattrapée à 70 kilomètres de l'arrivée. Une seconde échappée qui s'était formée peu après est reprise par le peloton à 30 kilomètres  de l'arrivée. Divers coureurs (Erik Dekker, Samuel Sanchez entre autres) essaient de prendre le large avant que le peloton n'arrive au Mur de Huy. Ils sont rattrapés au fil des kilomètres. Dans la montée finale, Danilo Di Luca et Davide Rebellin se détachent. Di Luca fait le gros des efforts et s'épuise dans avant la dernière centaine de mètres. Il ne peut répondre à l'accélération de Rebellin qui remporte la course pour la première fois de sa carrière. Matthias Kessler complète le podium. 

## Classement final
| #   | Coureur              | Pays       | Équipe                   |    | Temps           |
| --- | -------------------- | ---------- | ------------------------ | -- | --------------- |
| 1.  | Davide Rebellin      | Italie     | Team Gerolsteiner        | en | 4 h 31 min 33 s |
| 2.  | Danilo Di Luca       | Italie     | Saeco                    | +  | 3 s             |
| 3.  | Matthias Kessler     | Allemagne  | T-Mobile                 |    | 9 s             |
| 4.  | Michele Scarponi     | Italie     | Domina Vacanze           |    | 13 s            |
| 5.  | Alexandre Vinokourov | Kazakhstan | T-Mobile                 |    | 16 s            |
| 6.  | Andreas Klöden       | Allemagne  | T-Mobile                 |    | 18 s            |
| 7.  | Frank Vandenbroucke  | Belgique   | Mr Bookmaker.com-Palmans |    | 18 s            |
| 8.  | Marcos Serrano       | Espagne    | Liberty Seguros          |    | 18 s            |
| 9.  | Markus Zberg         | Suisse     | Team Gerolsteiner        |    | 20 s            |
| 10. | Manuel Beltrán       | Espagne    | US Postal                |    | 20 s            |